# Football Club Nuorese Calcio 2006-2007
Questa voce raccoglie le informazioni riguardanti  la Football Club Nuorese Calcio nelle competizioni ufficiali della stagione 2006-2007.

## Rosa
| N. |                      | Ruolo | Calciatore           |
| -- | -------------------- | ----- | -------------------- |
|    | Italia (bandiera)    | P     | Davide Capello       |
|    | Camerun (bandiera)   | A     | Dani Chigou          |
|    | Italia (bandiera)    | D     | Giovanni Cutolo      |
|    | Italia (bandiera)    | D     | Vittorio De Carlo    |
|    | Brasile (bandiera)   | D     | Emerson Ramos Borges |
|    | Italia (bandiera)    | C     | Francesco Esposito   |
|    | Italia (bandiera)    | D     | Gianluca Festa       |
|    | Italia (bandiera)    | A     | Alessio Figos        |
|    | Italia (bandiera)    | C     | Andrea Gennari       |
|    | Argentina (bandiera) | A     | Leandro Guaita       |
|    | Italia (bandiera)    | C     | Massimiliano Iezzi   |
|    | Italia (bandiera)    | A     | Giovanni Longobardi  |
|    | Austria (bandiera)   | P     | Thomas Mandl         |
|    | Italia (bandiera)    | P     | Marco Manis          |

| N. |                    | Ruolo | Calciatore          |
| -- | ------------------ | ----- | ------------------- |
|    | Italia (bandiera)  | C     | Simone Marini       |
|    | Italia (bandiera)  | D     | Mario Masia         |
|    | Italia (bandiera)  | D     | Stefano Medda       |
|    | Italia (bandiera)  | C     | Mario Niedda        |
|    | Italia (bandiera)  | A     | Giuseppe Nuvoli     |
|    | Brasile (bandiera) | A     | Luís Oliveira       |
|    | Italia (bandiera)  | D     | Luca Panetto        |
|    | Italia (bandiera)  | P     | Amedeo Petrazzuolo  |
|    | Italia (bandiera)  | C     | Pietro Rubino       |
|    | Italia (bandiera)  | C     | Marco Sanna         |
|    | Italia (bandiera)  | C     | Alessandro Steri    |
|    | Italia (bandiera)  | A     | Gennaro Troianiello |
|    | Italia (bandiera)  | D     | Edoardo Zaccarelli  |